# Bentley Rhythm Ace
I Bentley Rhythm Ace (BRA) sono un gruppo musicale britannico di musica elettronica originario di Manchester e attivo dal 1995.

## Storia del gruppo
Il duo è stato fondato da Richard March (Pop Will Eat Itself) e Mike Stokes. Dopo aver firmato un contratto con la Skint, hanno pubblicato l'eponimo album d'esordio nel 1997, trascinato dal singolo Bentleys Gonna Sort You Out!.
Il secondo album, uscito per la Parlophone, ha avuto meno successo.

## Formazione
- Richard March (nato il 4 marzo 1965) - basso
- Mike Stokes (nato il 29 marzo 1968) - tastiere

## Discografia
Album
- 1997 - Bentley Rhythm Ace
- 2000 - For Your Ears Only